# Universidad Pedagógica y Tecnológica de Colombia
La Universidad Pedagógica y Tecnológica de Colombia (UPTC) es una universidad pública, estatal de carácter nacional, sujeta a inspección y vigilancia por medio de la Ley 1740 de 2014 y la ley 30 de 1992 del Ministerio de Educación de Colombia, financiada principalmente por el Estado Colombiano, acreditada en alta calidad multicampus, con sede principal en la ciudad de Tunja.
Actualmente la Universidad Pedagógica y Tecnológica de Colombia cuenta con una sede central (Campus Universitario) ubicado en la zona central del norte, en la ciudad de Tunja, tres sedes seccionales, seis sedes en programa de extensión y 24 centros regionales de educación a distancia en los que funcionan 13 facultades, 77 programas académicos de pregrado presencial, 24 de pregrado a distancia y 68 de postgrado. Además, es la decimocuarta universidad del país por número de estudiantes, más de 30.000 aproximadamente.

## Historia
Su creación como Universidad oficial se remonta a la Gran Colombia en el siglo XIX, en el cual se crea la Universidad de Boyacá, el 3 de mayo de 1827.
En una etapa posterior, surgió una nueva institución, la Escuela Normal Masculina de Tunja que se consolidó con una filosofía pedagógica que nació de la corriente educativa del naturalismo de la educación, con la escuela de Pestalozzi, a partir del año 1870. En 1920, la llamada Educación nueva trasformó la Escuela Normal de Varones y conformó el curso suplementario de Educación en 1928, "Curso Suplementario de Especialización" Ordenanza 38 de 1929 de la Asamblea de Boyacá, que dio origen a la Facultad de Educación en el año de 1934. Esta institución pedagógica se unió con la facultad de educación de la Universidad Nacional y la facultad femenina de educación de Bogotá, creando la Escuela Normal Superior de Colombia mediante la Ley del 21 de febrero de 1936, bajo la dirección inmediata del Gobierno Nacional.
En 1950 se creó la Universidad Pedagógica de Colombia de carácter uniprofesional siguiendo el modelo alemán, pasando por diversas etapas.
El 10 de octubre de 1953, el presidente de la República de Colombia, Gustavo Rojas Pinilla, expidió el Decreto Nacional número 2655, mediante el cual se creó la Universidad Pedagógica de Colombia, que a partir de la década de los sesenta se convirtió en la actual Universidad Pedagógica y Tecnológica de Colombia, UPTC, mediante la Ley 73 de 1962 (diciembre).

## Localización
Las cuatro (4) sedes principales están ubicadas en las ciudades más pobladas del departamento de Boyacá.

### Principal
Ciudad de Tunja:Sede Central, concentra el cuerpo administrativo, registro y admisiones, la Biblioteca Jorge Palacios Preciado, el edificio central, la plaza Camilo Torres Restrepo, la ciudadela universitaria con las distintas facultades y la Escuela Normal Superior Santiago de Tunja.
Además fuera de la ciudadela Universitaria, en la calle 24 n.º 5-63 incluye la facultad ciencias de la salud, la cual se ubica en las instalaciones del que fue el primer hospital de Tunja (actualmente aloja la escuela de medicina, psicología y enfermería, junto a la seccional regional del Instituto nacional de medicina legal).
Avenida Norte con calle 38 
Avenida Central del Norte, 150003  Tunja

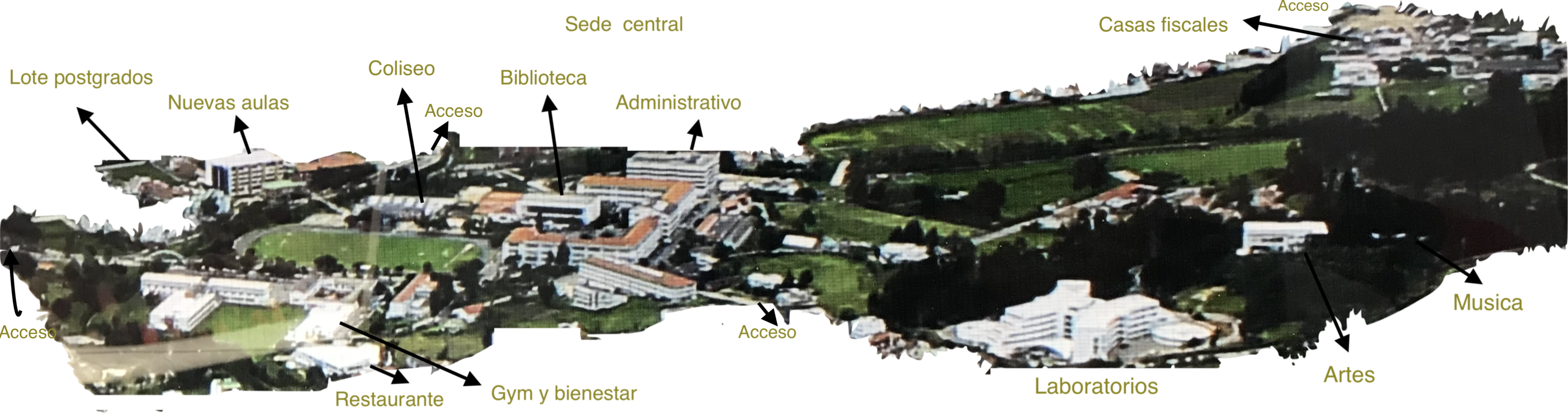
Panorámica sede central

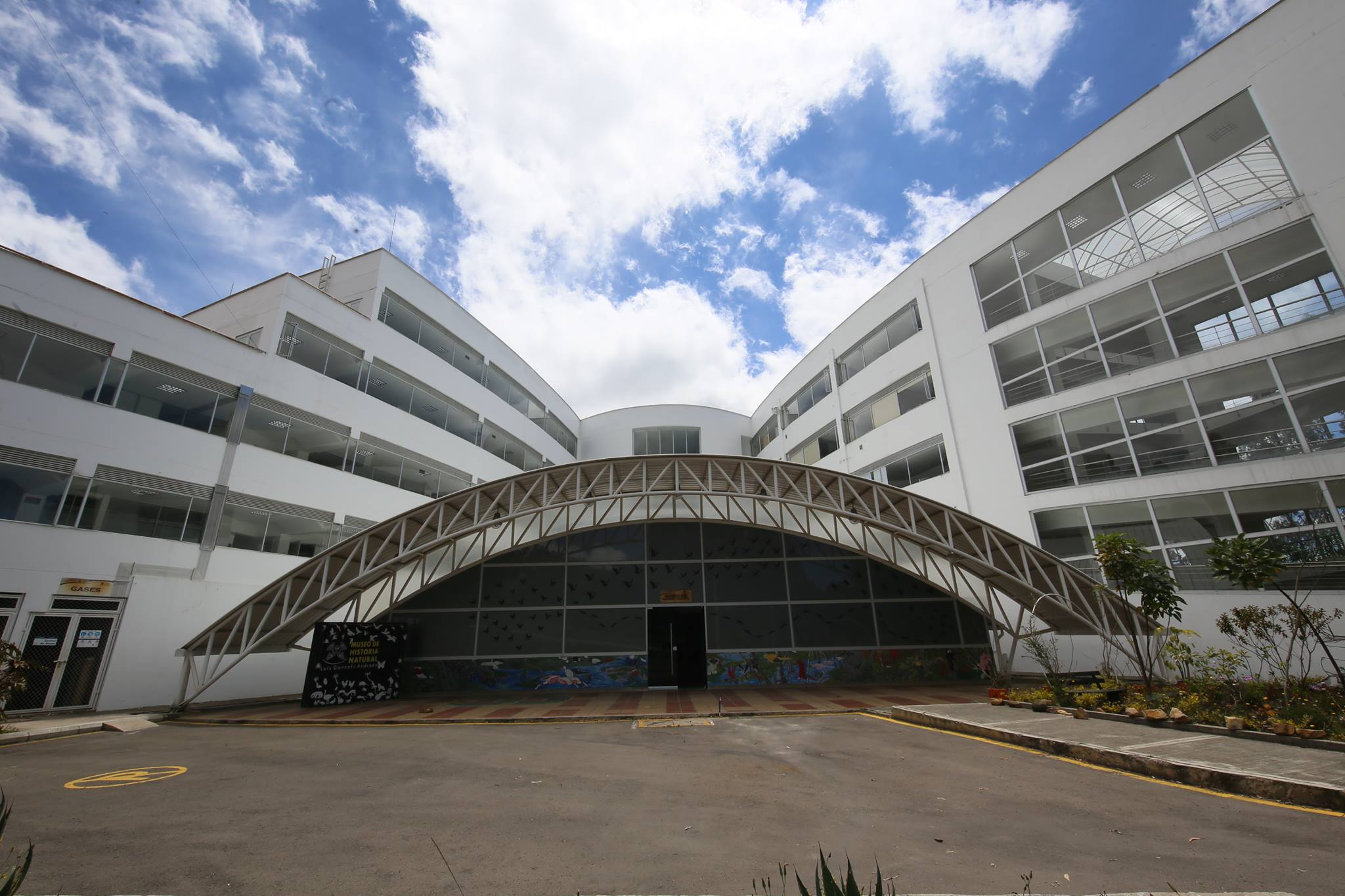
Edificio de laboratorios, en forma de cromosoma X. Sede Central

### Sedes seccionales
- Facultad Seccional Sogamoso

Calle 4 Sur 15-134. 152211,Sogamoso
- Facultad Seccional DuitamaAulas seccional Duitama

Carrera 18 23-55. 150461, Duitama
- Facultad Seccional Chiquinquirá

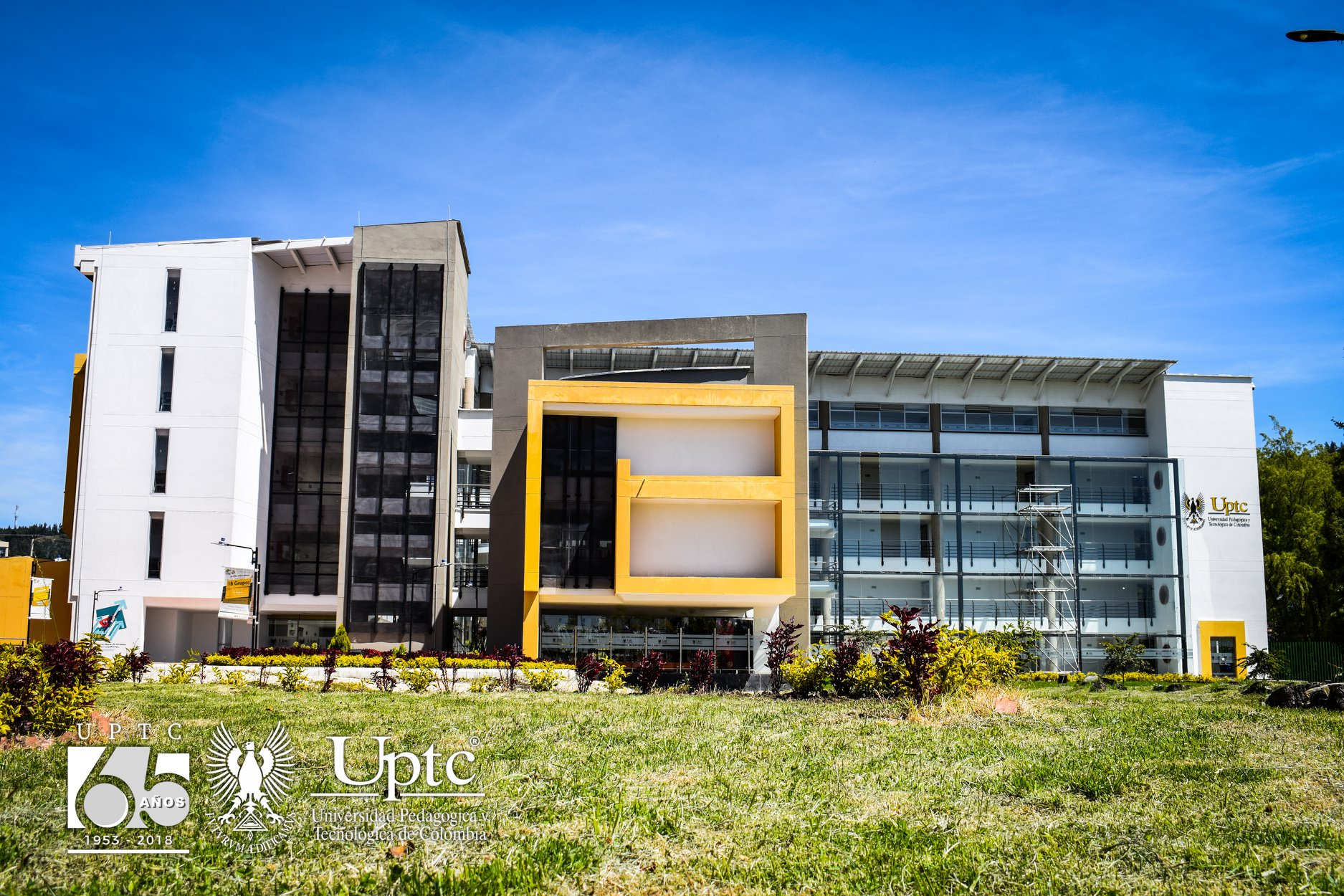
Aulas seccional Duitama

Calle 14A 2-376. Barrio Sucre Chiquinquirá
- Facultad Seccional Bogotá

Carrera 14 34-51. 110311, Bogotá

### Sedes de programas en extensión
Boyacá: Garagoa, Puerto Boyacá, Soatá, Cubará
 Casanare: Yopal, Aguazul

### Centros Regionales de Educación a Distancia
Amazonas: Leticia
 Boyacá: Chiscas, Muzo, Samacá, Soatá, Rondón
 Casanare: Monterrey
 Cundinamarca: Cogua, Fusagasugá, Briceño, Gachetá, La Palma, Quetame
 Meta: Acacías, Puerto López
 Santander: Barbosa, Barrancabermeja

## Programas Académicos de pregrado

### Programas de Pregrado sede Tunja
Por orden de un fallo del Consejo de Estado se modifica el modelo de cobro de matrícula, que a partir del I semestre de 2018 será por medio del estudio socioeconómico para todos los programas.

#### Facultad de Ciencias Agropecuarias
| Programa                         | Jornada | Semestres | Valor de matrícula |
| -------------------------------- | ------- | --------- | ------------------ |
| Ingeniería Agronómica            | Diurna  | 10        | Declaración        |
| Medicina Veterinaria y Zootecnia | Diurna  | 10        | Declaración        |

#### Facultad de Ciencias Exactas
| Programa    | Jornada | Semestres | Valor de matrícula |
| ----------- | ------- | --------- | ------------------ |
| Biología    | Diurna  | 10        | Declaración        |
| Química     | Diurna  | 10        | Declaración        |
| Física      | Diurna  | 10        | Declaración        |
| Matemáticas | Diurna  | 10        | Declaración        |

#### Facultad de Ciencias de la Educación
| Programa                                                               | Jornada  | Semestres | Valor de matrícula |
| ---------------------------------------------------------------------- | -------- | --------- | ------------------ |
| Artes Plásticas y Visuales                                             | Diurna   | 10        | Declaración        |
| Licenciatura en Ciencias Naturales y Educación Ambiental               | Diurna   | 10        | Declaración        |
| Licenciatura en Ciencias Sociales                                      | Diurna   | 10        | Declaración        |
| Licenciatura en Educación Física, Recreación y Deporte                 | Diurna   | 10        | Declaración        |
| Licenciatura en Educación Preescolar                                   | Diurna   | 10        | Declaración        |
| Licenciatura en Filosofía                                              | Diurna   | 10        | Declaración        |
| Licenciatura en Lenguas Modernas con énfasis en Inglés                 | Diurna   | 10        | Declaración        |
| Licenciatura en Informática                                            | Diurna   | 10        | Declaración        |
| Licenciatura en Lenguas Extranjeras con énfasis en Inglés y en Francés | Diurna   | 10        | Declaración        |
| Licenciatura en Matemáticas                                            | Diurna   | 10        | Declaración        |
| Licenciatura en Matemáticas                                            | Nocturna | 12        | Declaración        |
| Licenciatura en Música                                                 | Diurna   | 10        | Declaración        |
| Licenciatura en Psicopedagogía con Énfasis en Asesoría Educativa       | Diurna   | 10        | Declaración        |
| Licenciatura en Literatura y Lengua Castellana                         | Diurna   | 10        | Declaración        |

#### Facultad de Ciencias Económicas y Administrativas
| Programa                   | Jornada  | Semestres | Valor de matrícula |
| -------------------------- | -------- | --------- | ------------------ |
| Administración de Empresas | Diurna   | 10        | Declaración        |
| Administración de Empresas | Nocturna | 10        | Declaración        |
| Contaduría Pública         | Nocturna | 10        | Declaración        |
| Economía                   | Diurna   | 10        | Declaración        |
| Economía                   | Nocturna | 10        | Declaración        |

#### Facultad de Ciencias de la Salud
| Programa   | Jornada           | Semestres | Valor de matrícula |
| ---------- | ----------------- | --------- | ------------------ |
| Enfermería | Diurna            | 9         | Declaración        |
| Medicina   | Diurna            | 13        | Declaración        |
| Psicología | Diurna y Nocturna | 10        | Declaración        |

#### Facultad de Derecho y Ciencias Sociales
| Programa | Jornada | Semestres | Valor de matrícula |
| -------- | ------- | --------- | ------------------ |
| Derecho  | Diurna  | 10        | Declaración        |

#### Facultad deIngeniería
| Programa                             | Jornada   | Semestres | Valor de matrícula |
| ------------------------------------ | --------- | --------- | ------------------ |
| Arquitectura                         | Extendida | 10        | Declaración        |
| Ingeniería Ambiental                 | Diurna    | 10        | Declaración        |
| Ingeniería Civil                     | Diurna    | 10        | Declaración        |
| Ingeniería de Sistemas y Computación | Diurna    | 10        | Declaración        |
| Ingeniería de Transporte y Vías      | Diurna    | 10        | Declaración        |
| Ingeniería Metalúrgica               | Diurna    | 10        | Declaración        |
| Ingeniería Electrónica               | Diurna    | 10        | Declaración        |

### Programas de pregrado sede Chiquinquirá
Por orden de un fallo del Consejo de Estado se modifica el modelo de cobro de matrícula, que a partir del I semestre de 2018 será por medio del estudio socioeconómico para todos los programas.

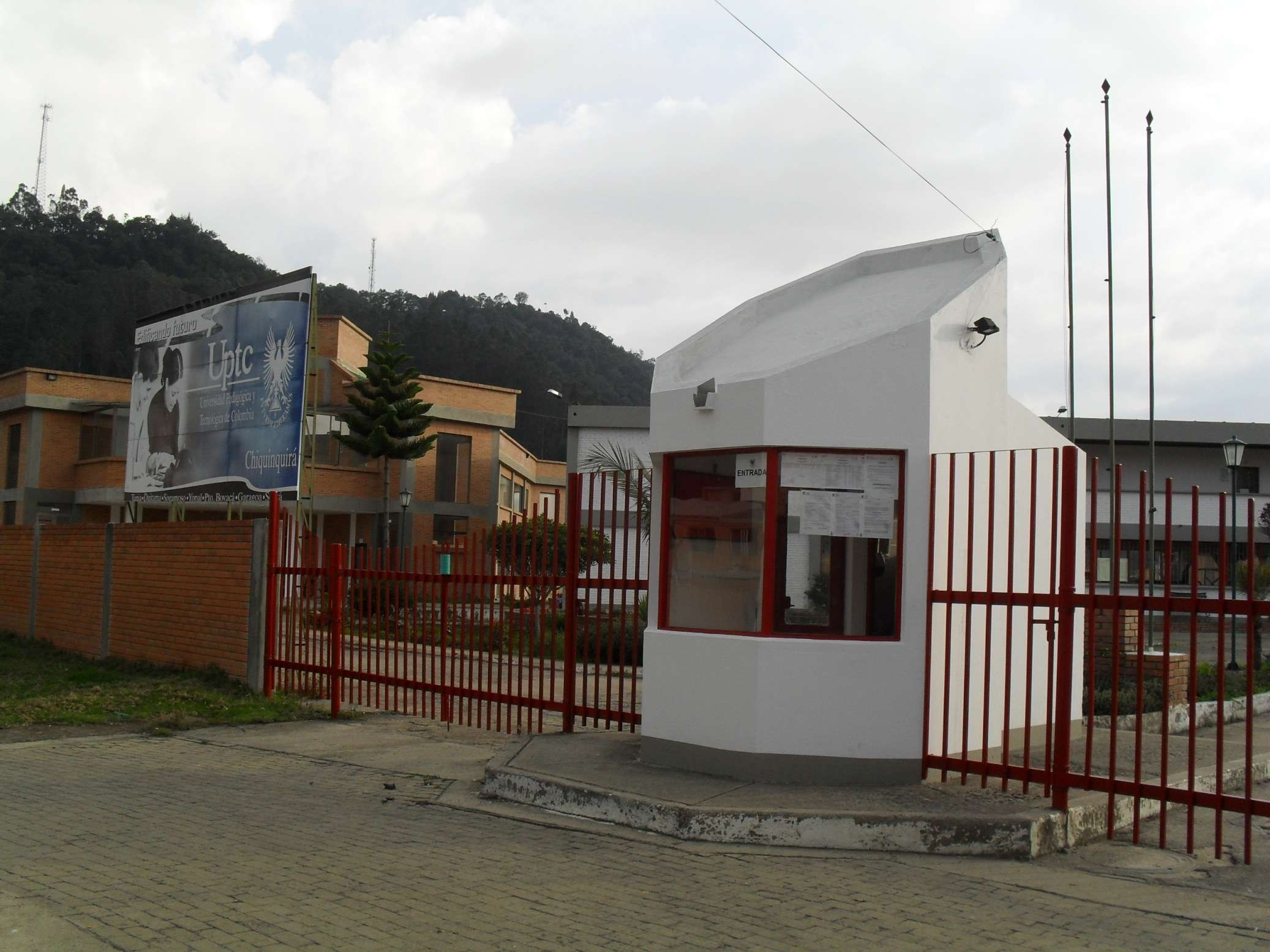
Sede de la UPTC en la ciudad de Chiquinquirá.

| Programa                                               | Jornada  | Semestres | Valor de matrícula |
| ------------------------------------------------------ | -------- | --------- | ------------------ |
| Administración de Empresas                             | Nocturna | 12        | Declaración        |
| Contaduría Pública                                     | Diurna   | 10        | Declaración        |
| Tecnología en Gemología                                | Diurna   | 6         | Declaración        |
| Licenciatura en Educación Física, Recreación y Deporte | Diurna   | 10        | Declaración        |

### Programas de pregrado sede Duitama
Por orden de un fallo del Consejo de Estado se modifica el modelo de cobro de matrícula, que a partir del I semestre de 2018 será por medio del estudio socioeconómico para todos los programas.
| Programa                                 | Jornada | Semestres | Valor de matrícula |
| ---------------------------------------- | ------- | --------- | ------------------ |
| Administración de Empresas Agropecuarias | Diurna  | 10        | Declaración        |
| Administración industrial                | Diurna  | 10        | Declaración        |
| Administración Turística y Hotelera      | Diurna  | 10        | Declaración        |
| Diseño Industrial                        | Diurna  | 10        | Declaración        |
| Licenciatura en Tecnología               | Diurna  | 10        | Declaración        |
| Ingeniería Electromecánica               | Diurna  | 10        | Declaración        |
| Licenciatura en Matemáticas              | Diurna  | 10        | Declaración        |

### Programas de pregrado sede Sogamoso
Por orden de un fallo del Consejo de Estado se modifica el modelo de cobro de matrícula, que a partir del I semestre de 2018 será por medio del estudio socioeconómico para todos los programas.

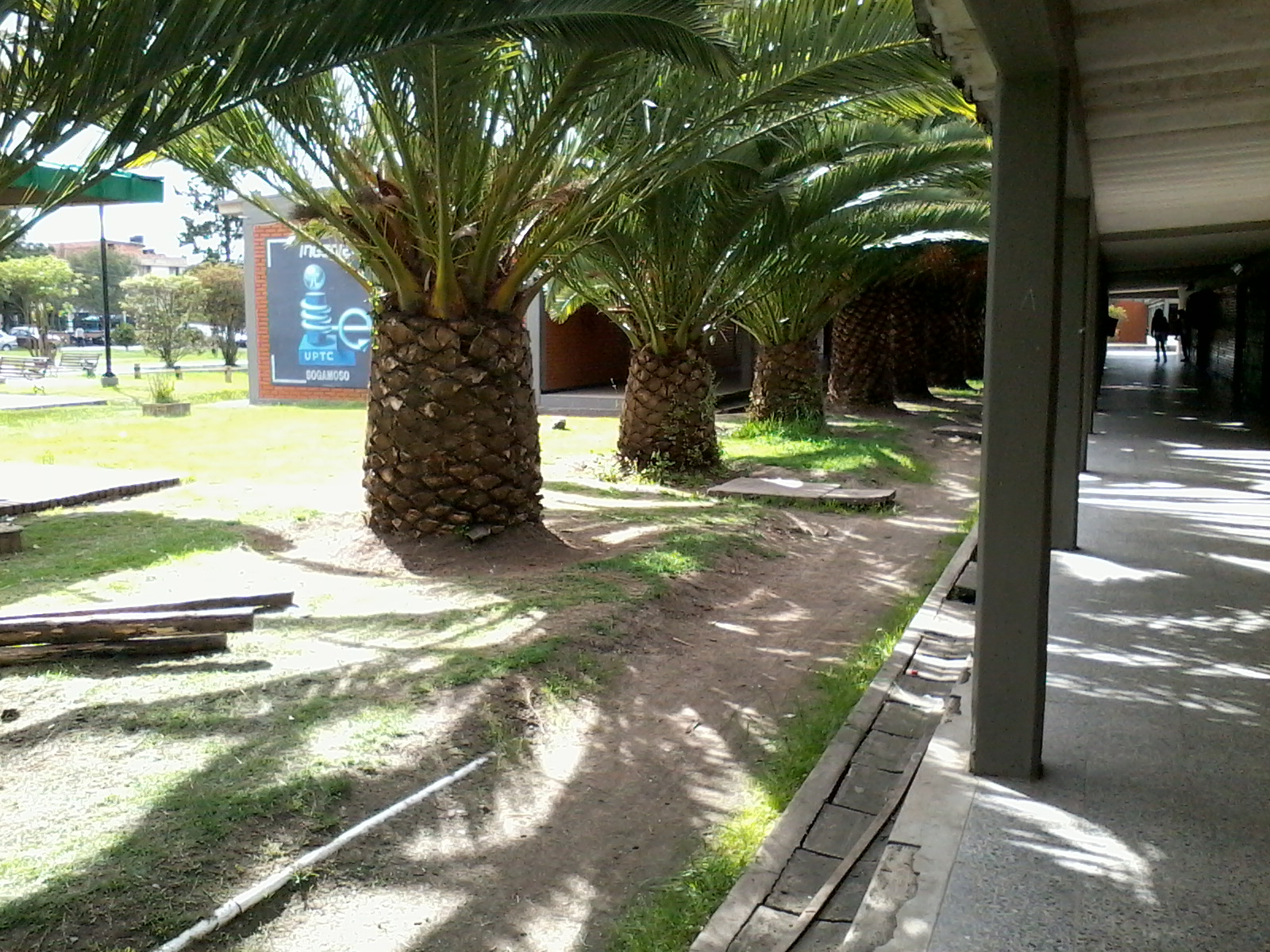
Pasillo UPTC Sogamoso 1

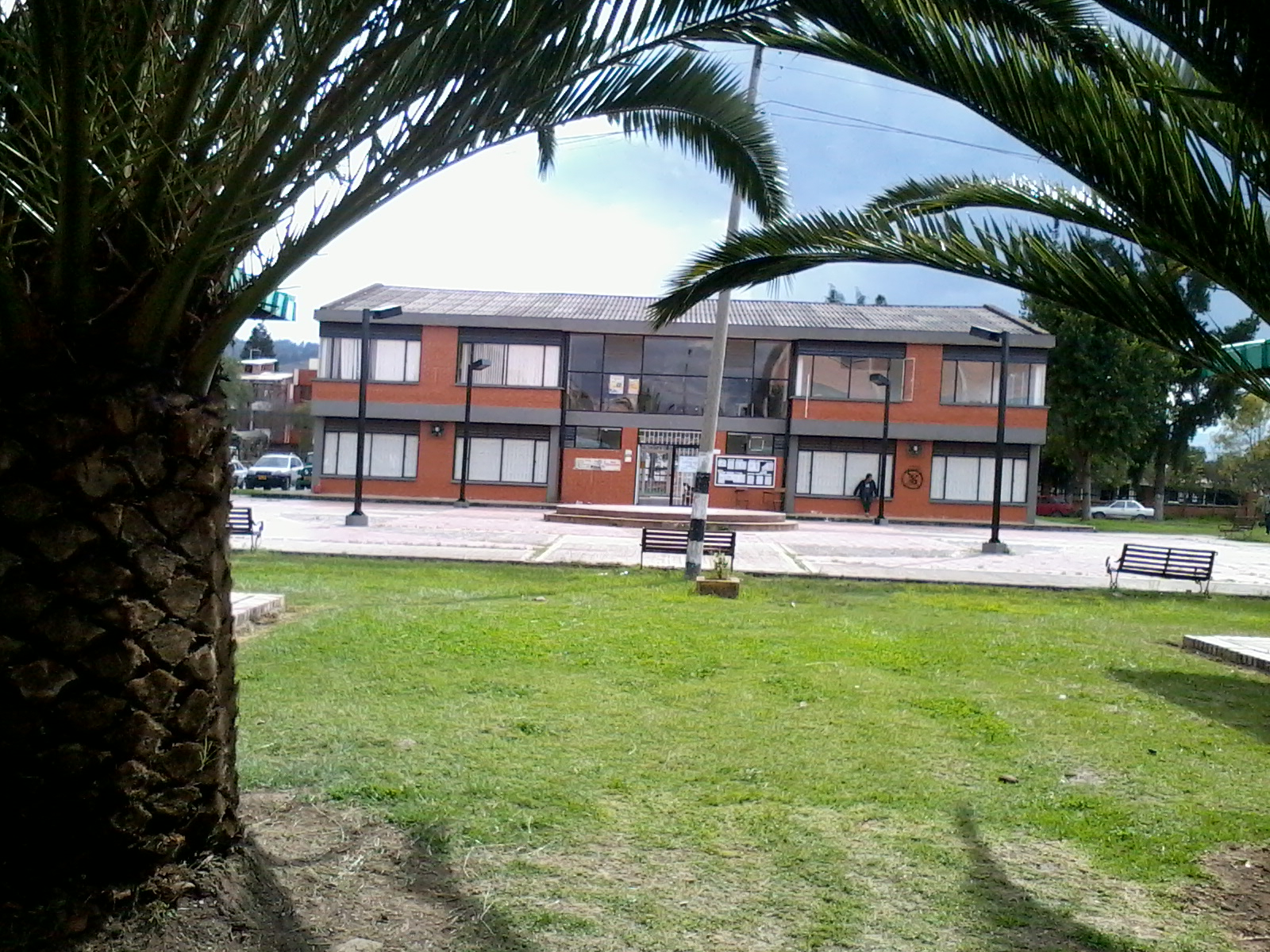
Plazoleta Central UPTC Sogamoso 1

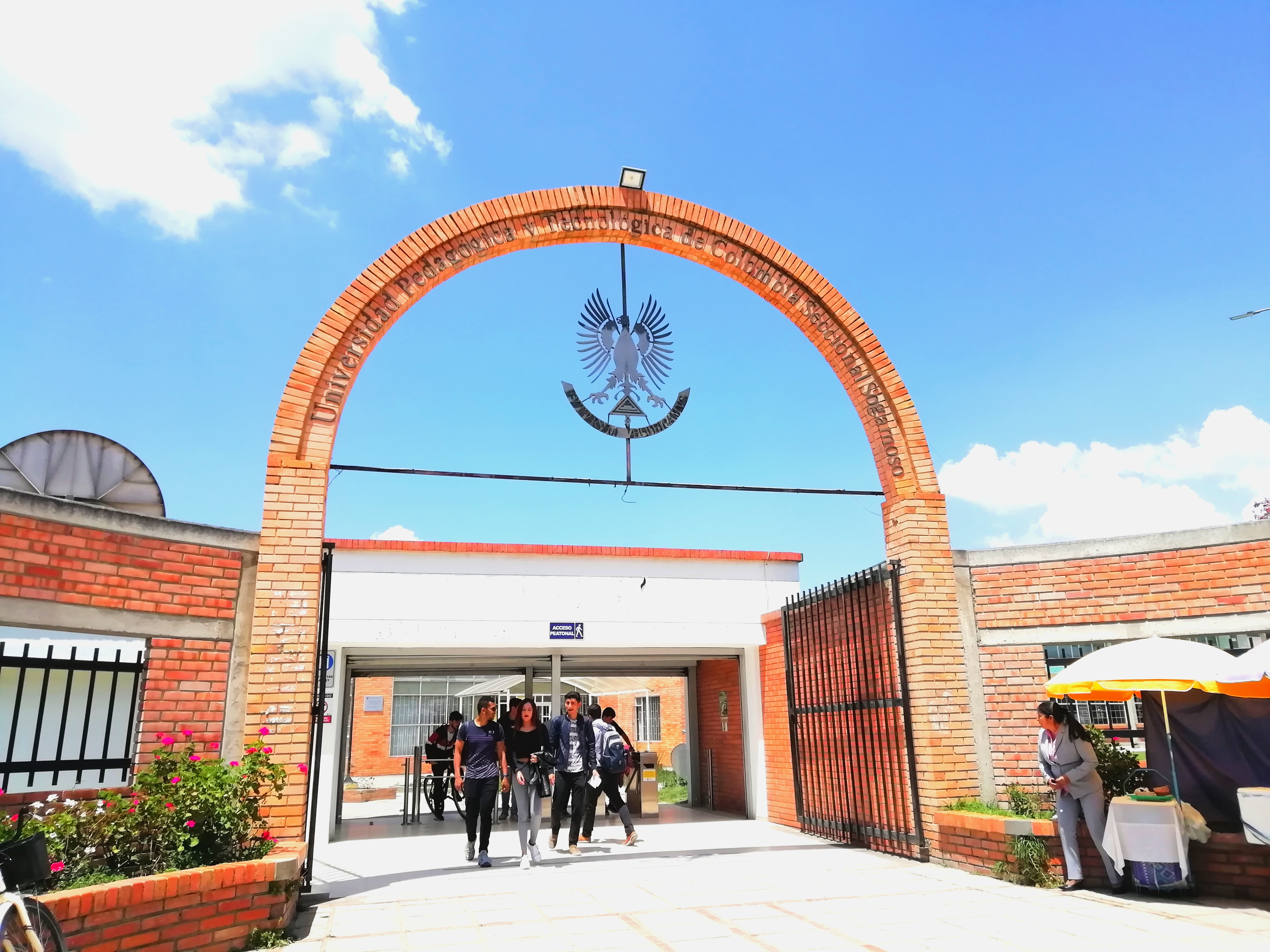
Entrada Oriental UPTC Sogamoso

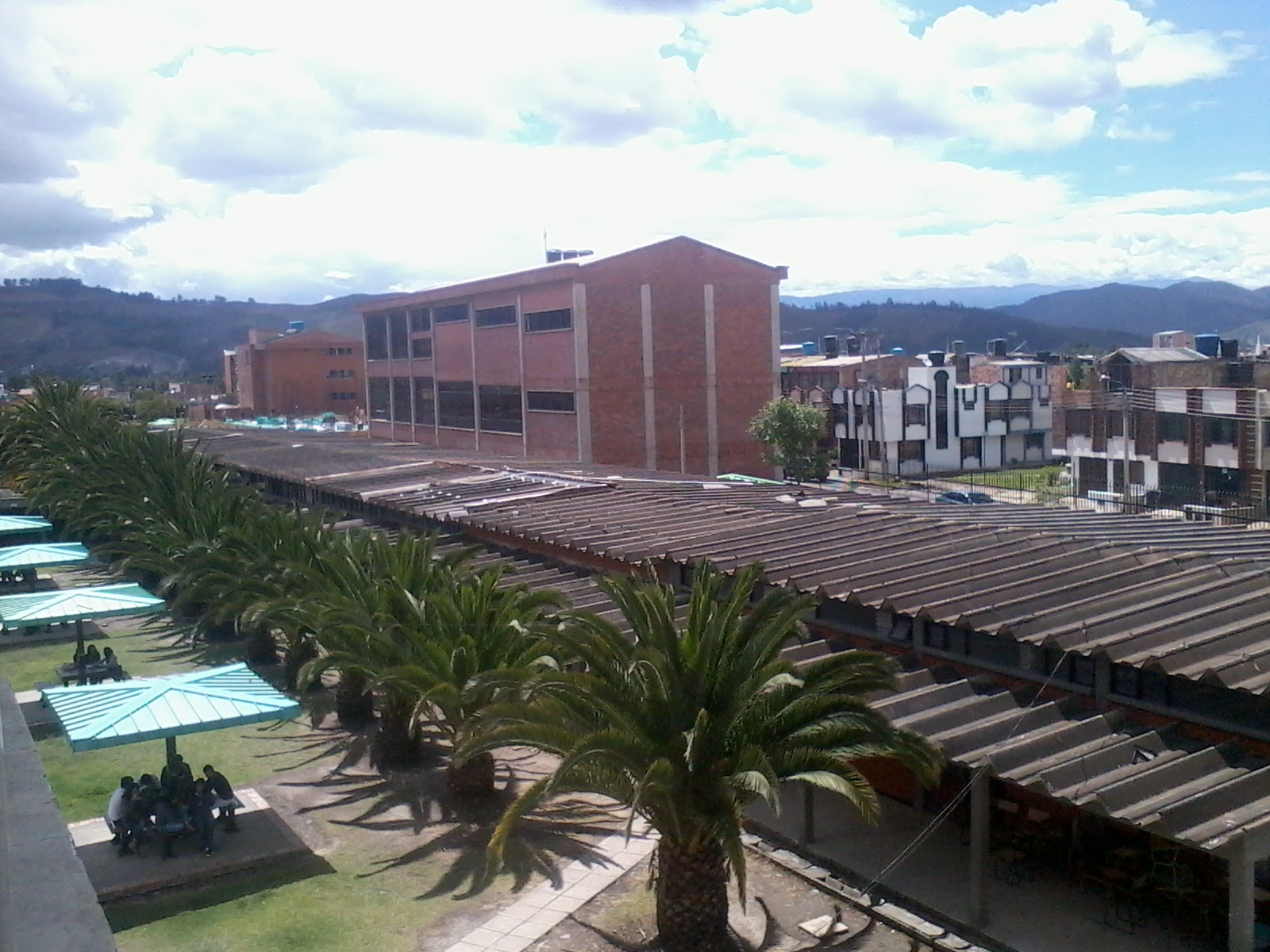
Costado Norte UPTC Sogamoso

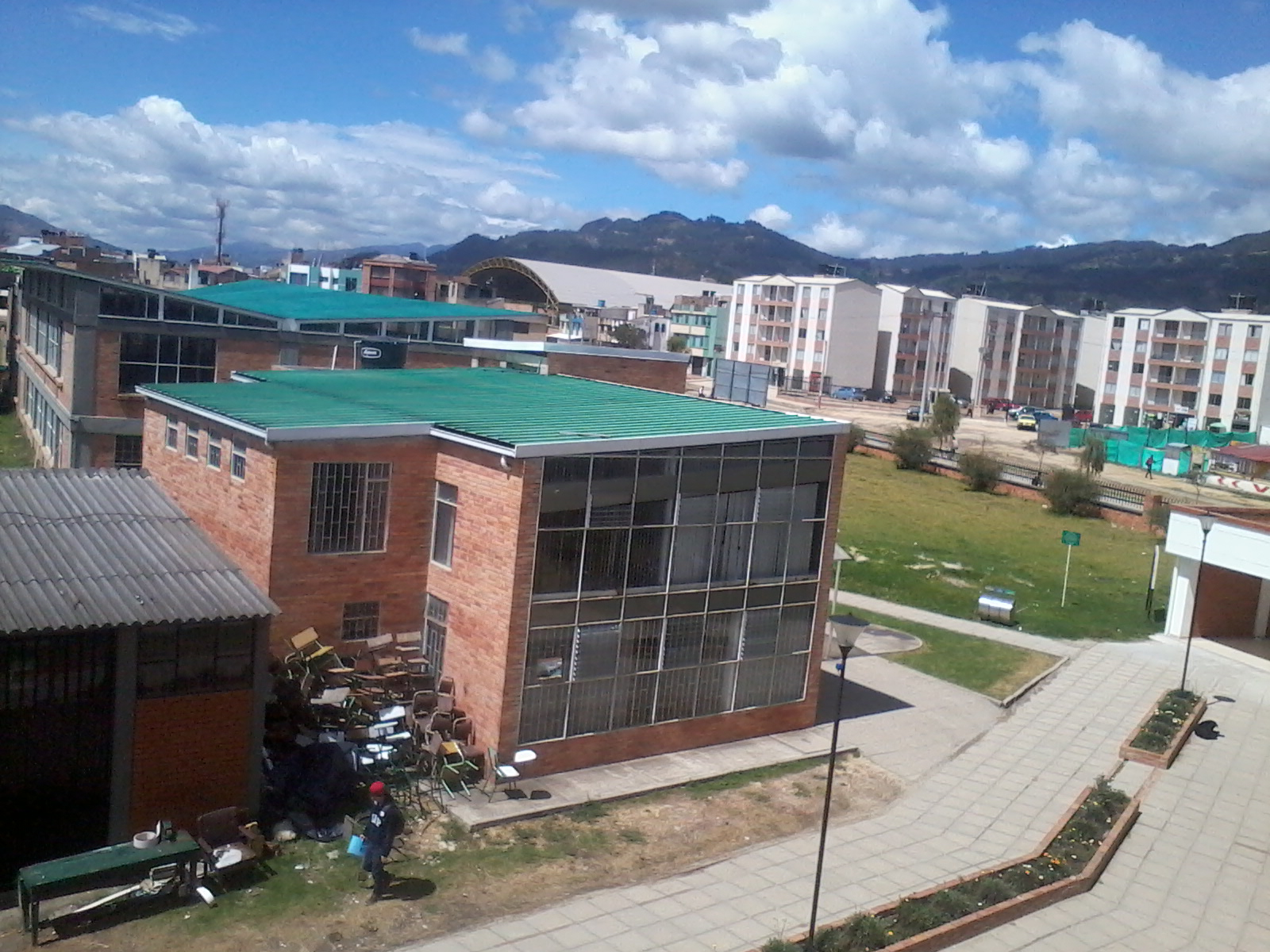
Edificio de Admisiones UPTC Sogamoso

| Programa de pregrado                 | Jornada | Valor matrícula | Semestres |
| Administración de Empresas           | N       | Declaración     | 10        |
| Contaduría Pública                   | D       | Declaración     | 10        |
| Finanzas y Comercio Internacional    | D       | Declaración     | 10        |
| Ingeniería de Sistemas y Computación | D       | Declaración     | 10        |
| Ingeniería Electrónica               | D       | Declaración     | 10        |
| Ingeniería de Minas                  | D       | Declaración     | 10        |
| Ingeniería Geológica                 | D       | Declaración     | 10        |
| Ingeniería Industrial                | D       | Declaración     | 10        |

### FESAD (Facultad de Estudios a Distancia)
| Programa de pregrado                                | Jornada | Valor matrícula | Semestres |
| Administración de Servicios de Salud                | AD      | Declaración     | 10        |
| Tecnología en Administración Comercial y Financiera | AD      | Declaración     | 6         |
| Tecnología en Electricidad                          | AD      | Declaración     | 6         |
| Tecnología en Gestión de Salud                      | AD      | Declaración     | 6         |
| Tecnología en Máquinas y Herramientas               | AD      | Declaración     | 6         |
| Tecnología en Mercadeo Agropecuario                 | AD      | Declaración     | 6         |
| Tecnología en Obras Civiles                         | AD      | Declaración     | 6         |
| Tecnología en Programación de Sistemas Informáticos | AD      | Declaración     | 6         |
| Tecnologías en Regencia de Farmacia                 | AD      | Declaración     | 6         |

- AD, a distancia
- Datos extraídos de la página oficial de la UPTC.[4]

## Programas de posgrado

#### Facultad de Ciencias
- Maestría en Ciencias Biológicas
- Maestría en Ciencias - Física
- Maestría en Química

#### Facultad Ciencias Agropecuarias
- Producción Animal
- Medicina Interna en Caninos y Felinos
- Maestría en Ciencias Agrarias
- Maestría en Fisiología Vegetal
- Maestría en Desarrollo Rural
- Maestría en Ciencias Veterinarias

#### Facultad Seccional Sogamoso
- Doctorado en Ingeniería, Énfasis en Ingeniería Electrónica
- Maestría en Ingeniería, Énfasis en Ingeniería Electrónica.
- Maestría en Ingeniería, Énfasis en Ingeniería Industrial.
- Maestría en Ciencias de la Tierra
- Maestría en Administración
- Maestría en Seguridad y Salud en el Trabajo
- Esp. en Seguridad y Salud en el Trabajo
- Esp. Gestión Ambiental
- Esp. Geotecnia Vial
- Esp. Gerencia del Talento Humano
- Esp. Automatización Industrial
- Esp. Telecomunicaciones
- Esp. Ingeniería de Producción y Operaciones
- Esp. Gestión y Auditoría Tributaria
- Esp. Economía Minera

#### Facultad de Educación
- Doctorado en Ciencias de la Educación
- Doctorado en Geografía
- Doctorado en Historia
- Doctorado en Lenguaje y Cultura
- Maestría en Ambientes Educativos Mediados por TIC
- Maestría en Docencia de Idiomas
- Maestría en Educación
- Maestría en Educación Matemática
- Maestría en Geografía
- Maestría en Gestión Educativa
- Maestría en Historia
- Maestría en Lingüística
- Maestría en Literatura
- Maestría en Patrimonio Cultural
- Maestría en Pedagogía de la Cultura Física
- Especialización en Archivística
- Especialización en Gerencia Educacional
- Especialización en Necesidades de Aprendizaje en Lectura, Escritura y Matemáticas
- Especialización en Pedagogía de la Lengua Castellana y Literatura

#### Facultad de Ciencias Económicas y Administrativas -Tunja
- Esp. Alta Gerencia en Mercadotecnia
- Esp. Finanzas
- Esp. Gerencia Tributaria
- Esp. Gerencia de la Pequeña y la Mediana Empresa
- Esp. Planeación y Gestión del Desarrollo Territorial
- Maestría en Administración de Organizaciones
- Maestría en Economía

#### Facultad de Ciencias de la Salud
- Medicina
- Psicología
- Enfermería
- Esp. en Medicina Familiar

#### Facultad de Derecho y Ciencias Sociales
- Derecho Administrativo: convenio Universidad Nacional
- Derecho Constitucional
- Derecho del Trabajo: convenio Universidad Nacional
- Instituciones Jurídico Penales: convenio Universidad Nacional
- Instituciones Jurídico Procesales
- Instituciones Jurídicas de la inseguridad Social: convenio Universidad Nacional
- Jurídico Penales
- Maestría en Derechos Humanos

#### Facultad de Ingeniería
- Doctorado en Ingeniería y Ciencia de los Materiales
- Doctorado en Ingeniería con énfasis en Ingeniería de Sistemas y Computación e Ingeniería de Transporte y Vías
- Maestría en Geotecnia
- Maestría en Gerencia de Proyectos de Construcción
- Maestría en Gestión de Integridad y Corrosión
- Maestría en Ingeniería Ambiental
- Maestría en Ingeniería con énfasis en Tránsito y Transporte y en Infraestructura Vial
- Maestría en Metalurgia y Ciencias de los Materiales
- Maestría en Tecnología Informática
- Especialización en Bases de datos
- Especialización en Estructuras
- Especialización en Infraestructura Vial
- Especialización en Ingeniería ambiental
- Especialización en Ensayos no Destructivos
- Especialización en Geotecnia
- Especialización en Gerencia de Proyectos de Construcción
- Especialización en Gestión Avanzada del Riesgo de Desastres
- Especialización en Gestión de Integridad y Corrosión
- Especialización en Tránsito y Transporte

## Categorías Académicas
El estudio desarrollado por el Grupo de Investigación Sapiens Research en Colombia en el año 2016 que evalúa los indicadores de ciencia, tecnología e innovación ubicó a la universidad en el puesto 9 a nivel nacional.
El Modelo de Indicadores de Desempeño de la Educación para los programas universitarios – MIDE U del Ministerio de Educación Nacional de Colombia, la cual es una herramienta que permite medir el desempeño de las Instituciones de Educación Superior a partir de los datos disponibles en los sistemas de información de educación superior que existen, Clasificó a la UPTC como una IES de pregrado con Enfoque Doctoral en su publicación de 2018 donde solo hay 14 Instituciones clasificadas en esta categoría en Colombia.

## Emisora
Uptc Radio 104.1 emisora de interés público que cuenta con una variada programación cultural, educativa e informativa, con carácter pluralista y universal, coherente con la filosofía y los principios de la Universidad Pedagógica y Tecnológica de Colombia.
Un medio de comunicación que permite explorar el lenguaje sonoro, difundir y producir contenidos radiofónicos relacionados con temas académicos, culturales, investigativos y formativos de interés para la comunidad universitaria y público en general.
Igualmente, fue una de las fundadoras de la Red de Radio Universitaria de Colombia (RRUC) cuyo propósito es fomentar la identidad de la Radio Universitaria como una categoría específica en contexto radiofónico nacional.
Actualmente Uptc Radio 104.1 se consolida como una emisora reconocida en la región y el país, con un contenido programático variado que busca fortalecer los procesos educativos, servir a la comunidad y por ende ayudar a construir una mejor sociedad.

## Relaciones Internacionales
La Universidad ha establecido numerosos acuerdos de cooperación con diversas instituciones internacionales: Los acuerdos incluyen programas de doble titulación, intercambios semestrales, pasantías, convocatorias para investigadores y docentes y estadías lingüísticas. Las principales instituciones socias (a diciembre de 2012) son:
| País | Institución | Ciudad | Año de inicio                                          |
| --- | --- | --- | ------------------------------------------------------ |
| Alemania | * Universidad de Humboldt * Universidad de Magdeburgo * DAAD * Universidad Técnica de Aquisgrán | Berlín Magdeburgo Berlín Aquisgrán                                                                                          | 1998 2004 2006 1985                                    |
| Argentina | * Universidad de Buenos Aires * Universidad Nacional de La Plata * Universidad Nacional de Tucumán * Universidad Nacional de Villa María * Universidad Nacional del Litoral * Universidad Nacional de Rosario * Universidad Nacional de Tres de Febrero * Municipalidad de Rosario | Buenos Aires La Plata San Miguel de Tucumán Villa María, Córdoba Ciudad de Santa Fe Rosario Buenos Aires Rosario            | 2006 2011 2012 2010 2012 2008 2006                     |
| Brasil | * Universidad Estatal de Campinas * Universidad Estatal de Londrina * Centro Universitario Nove Julho - UNINOVE | Campinas Londrina São Paulo                                                                                                 | 2012 2007 2005                                         |
| Caribe Anguila Antigua y Barbuda Bahamas Barbados Belice Islas Vírgenes Británicas Dominica Granada Jamaica Islas Caimán Montserrat San Cristóbal y Nieves Santa Lucía San Vicente y las Granadinas Trinidad y Tobago Islas Turcas y Caicos | * Universidad de las Indias Occidentales | Kingston | 2003                                                   |
| Corea del Sur | * Universidad de Hankuk de Estudios Extranjeros | Seúl | 2012                                                   |
| Cuba | * Universidad de La Habana * Universidad de Camagüey Ignacio Agramonte y Loynaz * Universidad de Matanzas Camilo Cienfuegos * Universidad Central Marta Abreu de las Villas * Instituto Superior Politécnico José Antonio Echeverría * Instituto Superior de Cultura Física Manuel Fajardo * Instituto Superior de Cibernética, Matemática y Física * Instituto Superior de Ciencia y Tecnología Nucleares * Instituto Superior de Ciencias Agropecuarias de La Habana * Instituto Superior de Ciencias Médicas de La Habana * Instituto Superior de Diseño Industrial * Instituto Superior Minero Metalúrgico de Moa | La Habana Camagüey Matanzas Santa Clara La Habana Holguín                                                                   | 1994 2007 2005 2001 1996 2007 1998 1994 2005           |
| Ecuador | * Universidad Central del Ecuador | Quito | 2012                                                   |
| España | * Universidad Pablo de Olavide * Universidad Autónoma de Madrid * Universidad de Oviedo * Universidad de Alcalá * Universidad de Murcia * Universidad de Jaén * Universidad de Salamanca * Universidad Miguel Hernández * Universidad de Alicante * Centro Tecnológico Forestal de Cataluña * Conservatorio Superior de Música del Liceo * Escuela Europea de Dirección y Empresa (EUDE) * Eurotech - UDIMA * Fundación Centro de Estudios Políticos y Sociales * Instituto de Biología Evolutiva * Instituto Superior de Educación, Administración y Desarrollo ISEAD * Fundación INDEX                              | Sevilla Madrid Oviedo Alcalá de Henares Murcia Jaén Salamanca Alicante Lérida Barcelona Madrid                              |                                                        |
| Estados Unidos | * Amity Institute * Center for Brazilian Studies-Institut of Latin American Studies | Nueva York | 2003                                                   |
| Francia | * Escuela Internacional de Comercio y de Desarrollo 3A * Universidad de Lyon * Universidad de Poitiers * Instituto Politécnico de Lorena * Universidad François Rabellais de Tours * Escuela de Minas de Alès * Instituto Nacional Agronómico de París Grignon INA-PG * Escuela Normal Superior Agronómica de Montpellier | Lyon Poitiers Nancy Tours Alès París Montpellier                                                                            | 2001 2010 2012 2002 2011 1997 1999 2002                |
| Guatemala | * Universidad de San Carlos de Guatemala | Ciudad de Guatemala | 2010                                                   |
| Honduras | * Universidad Pedagógica Nacional Francisco Morazán | Tegucigalpa | 2007                                                   |
| México | *Universidad Nacional Autónoma de México * Universidad Autónoma Metropolitana * Universidad Autónoma de Chiapas * Benemérita Universidad Autónoma de Puebla * Universidad Autónoma de Tamaulipas Heroica Matamoros * Universidad Autónoma de Coahuila * Instituto Tecnológico de Mexicali * Colegio Centro Unión Querétaro * Instituto Nacional de Astrofísica, Óptica y Electrónica * Centro de Investigación y de Estudios Avanzados del Instituto Politécnico Nacional * Instituto Tecnológico El Llano Aguascalientes                                                                                             | Ciudad de México Tuxtla Gutiérrez Puebla Ciudad Victoria Saltillo Mexicali Querétaro Puebla Ciudad de México Aguascalientes | 2006 2011 2003 2010 2005 2012 2011 2009 2006 2005 2011 |
| Paraguay | * Universidad Americana | Asunción | 2011                                                   |
| Perú | * Universidad Nacional Mayor de San Marcos | Lima | 2010                                                   |
| Portugal | * Universidad de Aveiro * Universidad de Lisboa | Aveiro Lisboa | 2008                                                   |
| Suiza | * Global Risk Forum GRF-Davos | Davos | 2012                                                   |
| Venezuela | * Universidad Simón Bolívar (Venezuela) * Universidad Central de Venezuela | Caracas | 1998 2012                                              |

## Personal Destacado
- Director del Departamento de Física de la Universidad del Norte y "Premio Academia de Ciencias para el Mundo en Desarrollo", (TWAS), Rafael González Hernández, Dr.
- Director del Instituto de Investigaciones Agropecuarias, (INIAG), Investigador destacado, Docente universitario, Fanor Casierra Posada, Dr.
- Líder LGBTI nominado al "Premio Nacional Los jóvenes y la reconciliación", Alejandro de la Pernia, Ovidio Wilchez Camargo. Estudiante.
- Director general del Instituto de Hidrología, Meteorología y Estudios Ambientales (IDEAM), Omar Franco Torres, Máster.
- Docente universitaria ganadora del "Concurso Literario El Brasil de los sueños", Juliana Borrero Echeverry, Lic.
- Docente universitaria ganadora del "Premio Revela Colombia" 2012, Mercedes Ramírez León, Cecilia De Las-; Lic.
- Presidente de la Asociación Colombiana de Corrosión y Protección (ASCOR): Enrique Vera López, Dr.
- Director de la Academia Boyacense de Historia, Pedro Gustavo Huertas Ramírez, Máster.
- Presidente de la Academia Boyacense de Historia, Javier Ocampo López, Ph.D.
- Gobernador de Boyacá Ing Carlos Andres Amaya. 2016-2020
- Líder de Dignidad Agropecuaria, César Pachón Achury, Ing. Senador de la República (2018-2022)
- Artista Plástica residente en EE. UU., Dilsa Jiménez, Lic.
- Docente universitario e Investigador destacado y "Premio Eliécer Silva Celis Al Mérito Científico-UPTC" en 2007 Modalidad Joven Investigador De Excelencia en 2007, Universidad Pedagógica Y Tecnológica De Colombia, (UPTC) en octubre de 2007, José Jobanny Martínez Zambrano, Dr.
- Docente universitario e Investigador destacado y "Medalla Alfonso Caso" de la Universidad Nacional Autónoma De México, (UNAM) en octubre de 2004, Angel Miguel Massiris Cabeza, Dr.
- Docente universitaria y ganadora del accésit del "Premio Internacional a la Innovación en Carreteras", Juan Antonio Fernández del Campo", Flor Ángela Cerquera Escobar, Ph.D.
- Docentes universitarias y directoras de proyectos ganadores de la estatuilla de oro en los "Premios India Catalina" del Festival Internacional Cine de Cartagena como la Mejor Producción en Ciencia y Tecnología y como la Mejor Producción Universitaria del país; con el documental "Aves en riesgo en el Lago de Tota", Irina Morales, Lic. y Clara Marcela Gómez, Lic.
- Estudiante de la escuela de enfermería es admitido como miembro de la Sociedad de Honor de Enfermería de la Sigma Theta Tau Internacional (STTI), en su Capítulo Upsilon Nu de la Universidad Nacional de Colombia, Luis Steven Bohórquez Lugo (2020).